# GP2 Asia Series
GP2 Asia Series je automobilová série pro jednomístné formulové vozy, prakticky se jedná o zimní rozšíření GP2 Series.

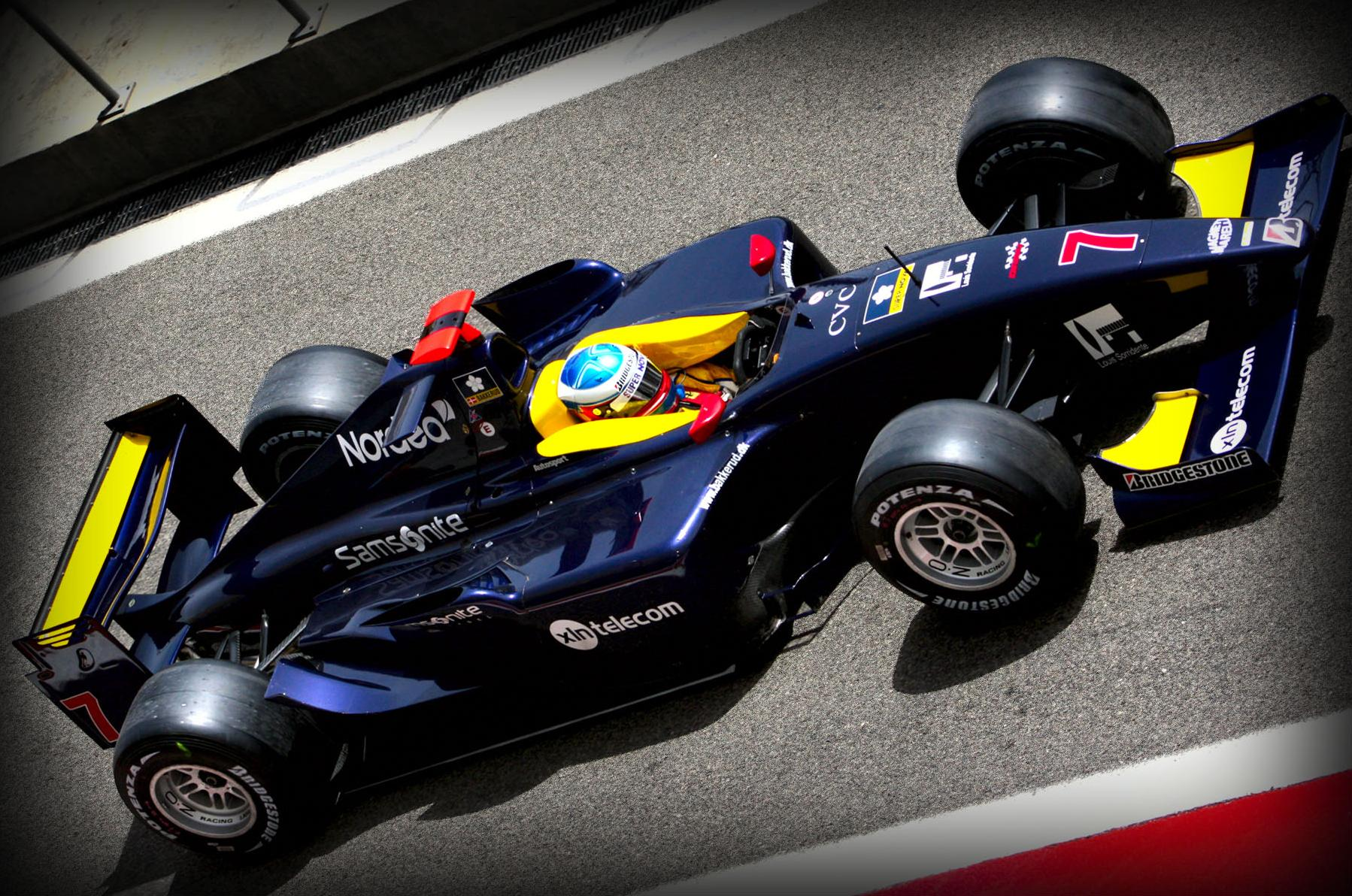
Christian Bakkerud jezdec týmu Super Nova během GP2 Asia Series v roce 2008.

Oficiální představení nového záměru, který předpokládá vyplnit zimní přestávku Série GP 2, bylo během závodního víkendu Grand Prix Monaka 2007. Podle organizátora Bruna Michele jedním z důvodu založení nové série je expanze do dalších částí světa a aby se nezvyšovali další náklady, rozhodlo se o odděleném Asijském seriálu. Dalším cílem bylo i zařazení této série do závodního víkendu Grand Prix Formule 1, které se konají začátkem roku v Malajsii a Bahrajnu.

## Technické charakteristiky
Všechny týmy používají shodné technické vybavení od totožných dodavatelů. Vozy se hodně podobají vozům Formule 1 a jejich konstrukce vznikají ve firmě Dallara, která má bohaté zkušenosti se stavbou závodních monopostů. Motory dodává firma Renault a mají 70% výkonu oproti motorům ve vozech formule 1 a pneumatiky Bridgestone. Převodovky jsou šestistupňové poloautomatické.

## Závodní víkend
V pátek je 30minutový volný trénink a 30minutová kvalifikace, která rozhodne o postavení na startu v sobotním závodě na 180 km.
Během sobotního závodu musí každý pilot minimálně jednou do boxu, kde musí vyměnit minimálně dvě pneumatiky.
V neděli se jede sprint na 120 km a o postavení na startu rozhoduje výsledek sobotního závodu a to tím způsobem, že vítěz sobotního závodu startuje z 8 místa a pilot, který bodoval na 8 místě startuje první.

## Bodování
Vítěz páteční kvalifikace:
- 2 body

Sobotní závod je bodován:
- První 10
- Druhý 8
- Třetí 6
- Čtvrtý 5
- Pátý 4
- Šestý 3
- Sedmý 2
- Osmý 1

Nedělní sprint je bodován:
- První 6
- Druhý 5
- Třetí 4
- Čtvrtý 3
- Pátý 2
- Šestý 1

Nejrychlejší kolo v každém závodě:
- 2 body

Aby pilot získal body za nejrychlejší kolo musí absolvovat 90% závodu

## Šampionáty
| Sezóna  | Mistr                                   | 2.Místo           | 3.Místo             | Týmový šampión       |
| ------- | --------------------------------------- | ----------------- | ------------------- | -------------------- |
| 2008    | Romain Grosjean (ART Grand Prix)        | Sébastien Buemi   | Vitalij Petrov      | ART Grand Prix       |
| 2008–09 | Kamui Kobajaši (DAMS)                   | Jérôme d'Ambrosio | Roldán Rodríguez    | DAMS                 |
| 2009–10 | Davide Valsecchi (iSport International) | Luca Filippi      | Giacomo Ricci       | iSport International |
| 2011    | Romain Grosjean (DAMS)                  | Jules Bianchi     | Giedo van der Garde | DAMS                 |